# 英国领土纠纷问题
英国领土纠纷问题，发生在英国与多个国家之间。近代以来英国在世界范围内的大肆扩张，大英帝国解體后，遗留下的历史问题，至今未能解决。

## 欧洲

### 爱尔兰
虽然因为历史因素，自从1949年爱尔兰共和国独立之后，英、爱两国之间就一直对北爱尔兰的归属存有争议甚至演变成暴力冲突（参见北爱尔兰问题）。但在1998年两国签署贝尔法斯特协议之后，局势就已从对立逐渐转变为区域合作。

### 西班牙
与西班牙之间对直布罗陀的宗主权存有争议。自英国在1713年从西班牙取得直布罗陀。西班牙历届政府均试图收复直布罗陀，皆未成功。

## 美洲

### 阿根廷
与阿根廷之间的宗主权存有争议:
- 福克兰群岛
- 南乔治亚
- 南桑威奇群岛
- 阿根廷在南极大陆所宣称的领土范围有多处重叠。

### 智利
英属南极领地与智利在南极大陆所宣称的领土范围有多处重叠。但根据南极公约，目前各国于南极的声称领土权处于永久冻结的状态。

## 非洲

### 毛里求斯
毛里求斯声称英属印度洋领地是它的领土。

### 塞舌尔
英属印度洋领地。